# Sydnilotiska språk
Sydnilotiska språk är en undergrupp inom nilotiska språk som talas i Kenya, Tanzania och Uganda.
Språkgruppen består av 13 olika språk:
- Kelejinspråk
  - Kupsapiiny
  - Sabaot
  - Kipsigis
  - Markweeta
  - Keiyo
  - Kisankasa
  - Nandi
  - Terik
  - Tugen
  - Okiek
  - Pökoot
- Tatogaspråk
  - Datooga
  - Omotik